# شمخال‌خان سلطان
شمخال‌خان سلطان، از رهبران ایل چرکس گرجی در عصر شاه تهماسب یکم، شاه اسماعیل دوم و شاه محمد خدابنده بود. او برادر سلطان آغا خانم ملکه دوم شاه تهماسب و دایی پریخان خانم و سلیمان میرزا بود. او فرماندار داغستان بود.
او همراه خواهرزاده بانفوذش پریخان خانم در صحنه‌های سیاسی زمان سه پادشاه صفوی: شاه تهماسب یکم، شاه اسماعیل دوم و شاه محمد خدابنده بسیار برجسته ظاهر می شود. او در طراحی های سیاسی پریخان خانم به طور فعال شرکت کرد و هر دو نقش محوری فوقالعاده ای در اداره امور دولت صفوی ایفا کردند و در درگیری‌های جانشینی شاه طهماسب یکم که مابین حیدر میرزا و اسماعیل میرزا (شاه اسماعیل دوم) در سال ۱۵۷۶ روی داد همانند خواهرزاده خود، از هواداران بزرگ اسماعیل‌میرزا بود، پریخان خانم که از زمان مرگ پدر در اوایل مه ۱۵۷۶ تا نیمه اوت ماه ۱۵۷۶ در زمان تاجگذاری اسماعیل برای مدتی نزدیک به سه ماه و ۱۲ روز عملاً حاکم دولت بود و سران قزلباش، فرماندهان نظامی، مقامات عالی‌رتبه و سایر افراد مهم هر روز به کاخ او رفت‌وآمد کرده و همه امور ضروری و مسائل مهم را به اطلاع او رسانده و دستورهایی که او صادر می کرد را اجرا می کردند، پریخان خانم به وضوح دربار قابل توجه را برای خود راندازی کرده بود و از قدرت بی چون و چرا و بدون قید و شرط برخودار بود، اما خیلی سریع توسط شاه جدید بخاطر خودسرانه عمل کردنش از قدرت به تدریج کنار گذاشته شد و بخش گسترده‌ای از اموال و دارایی هایش مصادر شد و بعد به او دستور داده شد در حرمخانه بماند و در دولت دخالت نکند، بعداً با دستور شاه اسماعیل برادر تنی پریخان خانم سلیمان میرزا توسط دایی خودشان شمخان‌خان به قتل رسید، در این موقعیت وخیم و قتل‌های آینده درگیری‌هایی بر سر قدرت دوباره رخ داد که با مرگ/قتل ناگهانی شاه توسط پریخان خانم به پایان رسید، بعد مسمومیت و مرگ برنامه ریزی شده شاه اسماعیل توسط پریخان خانم و متحدانش، او برادر کورش محمد میرزا (شاه محمد خدابنده) را جانشین کرد و خود دوباره قدرت و کنترل را بر اداره امور کاملاً برعهده گرفت، شمخال‌خان در این زمان نیز همچنان از قدرت و نفوذ زیادی برخودار بود و در کنار پریخان خانم که در این موقع عملاً به حاکمیت شاهنشاهی صفوی رسیده بود، نقش مهمی را ایفا می کرد. شمخال سلطان بعد از ترور ناگهانی پریخان خانم در همان روزی که محمد میرزا به عنوان شاه جدید وارد قزوین شد، آن هم به دست خیرالنسا بیگم همسر شاه رخ داده بود، کمتر از یک هفته بعداز پریخان خانم به قتل رسید.